# Pari intervallo
Pari intervallo est une œuvre pour orgue écrite en 1976 par le compositeur estonien Arvo Pärt, associé au mouvement de musique minimaliste.

## Historique
Écrite en 1976 et révisée en 1980, il existe six versions officielles de cette œuvre :
- L'original pour orgue,
- pour quatre flûtes à bec,
- pour clarinette, trombone et orchestre à cordes, version créée en 1995 à Stockholm par Christian Lindberg au trombone et le Stockholms NYA Kammarorkeste sous la direction de Vladimir Ponkin[2],
- pour quatuor de saxophones,
- pour huit violoncelles
- pour piano quatre mains (ou deux pianos).

## Structure
En un seul mouvement d'une durée d'environ 6 minutes.

## Discographie
Discographie non exhaustive.
- Dans Arbos — Christopher Bowers-Broadbent (1987, ECM Records 1431)
- Dans Au Grand Orgue de la Cathedrale Notre-Dame du Havre — Pierre Bousseau, orgue (1991).
- Dans Spektren — Quartetto con Affetto (flûtes à bec) (2004, Animato).
- Dans Cantus — Lucas & Arthur Jussen, pianos (2024, DG) — avec Bach et Brahms.